# جفرسون سورینو
جفرسون سورینو مهاجم اهل برزیل است که در شهر کمپیناس و در تاریخ ۲۹ اکتبر ۱۹۸۵ به دنیا آمده‌است.
جفرسون سورینو در تیم‌های فوتبال Guarani سابقهٔ حضور دارد.